# Rinspeed Senso
Der Rinspeed Senso ist ein Konzeptfahrzeug des in Zumikon ansässigen Unternehmens Rinspeed. Der Wagen wurde 2005 auf dem Autosalon in Genf präsentiert und mit der damaligen Bayer MaterialScience entwickelt. Das Besondere am Wagen ist, dass er die Gefühle des Fahrers wahrnimmt und auf diese eingeht.
Der umweltfreundlich mit Erdgas betriebene Wagen, der mit seinen 250 PS eine Höchstgeschwindigkeit von 250 km/h erreicht, nimmt über zahlreiche elektronische Sensoren die Gefühlslage des Fahrers wahr. Durch eine biometrische Polaruhr wird die Pulsfrequenz des Piloten ermittelt, durch eine spezielle „Mobile Eye“-Kamera sein Fahrverhalten registriert. Mit diesen beiden „Erkenntnissen“ des Wagens zum Fahrer wertet ein Computer die Daten aus und taucht das Cockpit in ein der Gemütslage entsprechendes Licht, das den Fahrer entspannen soll. 
Neben den farblichen Reizen werden auch die Musik und die Gerüche im Fahrzeug auf den Fahrer abgestimmt. 